# Erdély folyói
Erdély folyói javarészt a Tisza bal oldali vízgyűjtőjéhez tartoznak, ezek a Szamoson, Körösön és Maroson keresztül a Tiszába ömlenek. Az Olt az egyedüli folyó, amely teljes egészében átszeli a Kárpátokat.
A Tisza Románia északi határfolyója; jelentősebb mellékfolyói a Visó és az Iza.
Erdély északi részében a folyók vizét a Szamos gyűjti össze. Két ága a Radnai-havasokban eredő Nagy-Szamos, illetve az Erdélyi-középhegységben eredő, három ágból összefolyó Kis-Szamos.
Szintén az Erdélyi-középhegységben erednek a Berettyó, Sebes-Körös, Fekete-Körös és Fehér-Körös, amelyek már Magyarország területén egyesülnek Körös néven és ömlenek a Tiszába.
Erdély leghosszabb folyója a Nagy-Hagymás térségében eredő Maros, amely délről északra halad át a Gyergyói-medencén, majd áttöri a Kelemen-havasokat és Görgényi-havasokat, úgy ér ki a Mezőség és a Küküllőmenti-dombvidék közé. Marosújvártól kezdve az Erdélyi-medence szélén halad dél, majd nyugat felé.
A Bánság folyói közül a Béga a Tiszába, a Temes, a Krassó, a Néra és a Cserna a Dunába ömlenek.
A Nagy-Hagymásban eredő Olt észak-déli irányban halad át a Csíki-medencén és a Háromszéki-medencén, érinti a Barcaságot, és a Persányi-hegységet áttörve jut az Erdélyi-medencébe. A Déli-Kárpátokat a Vöröstoronyi-szorosnál és a Cozia-szorosnál töri át, végül a Román-alföldön a ömlik a Dunába.